# 아자드 카슈미르

아자드 카슈미르 주의 기

아자드 잠무 카슈미르(영어: Azad Jammu and Kashmir, AJK, 우르두어: آزاد جموں و کشمیر) 또는 아자드 카슈미르(영어: Azad Kashmir, 우르두어: آزاد کشمیر)는 파키스탄이 지배하는 카슈미르 지역 가운데 하나를 말한다. 아자드 카슈미르는 우르두어로 "자유 카슈미르"를 뜻한다. 주도는 무자파라바드이며 인구는 4,567,982명(2008년 기준), 면적은 13,297km2이다.

## 같이 보기
- 잠무 카슈미르 주
- 카슈미르